# 塔菲拉省
塔菲拉省（阿拉伯语：محافظة الطفيلة）是約旦的一個省份，位於該國西部，西鄰以色列。面積2,209平方公里，2004年人口81,000人。首府塔菲拉。下分3區。